# Embaixada da Ucrânia na Sérvia

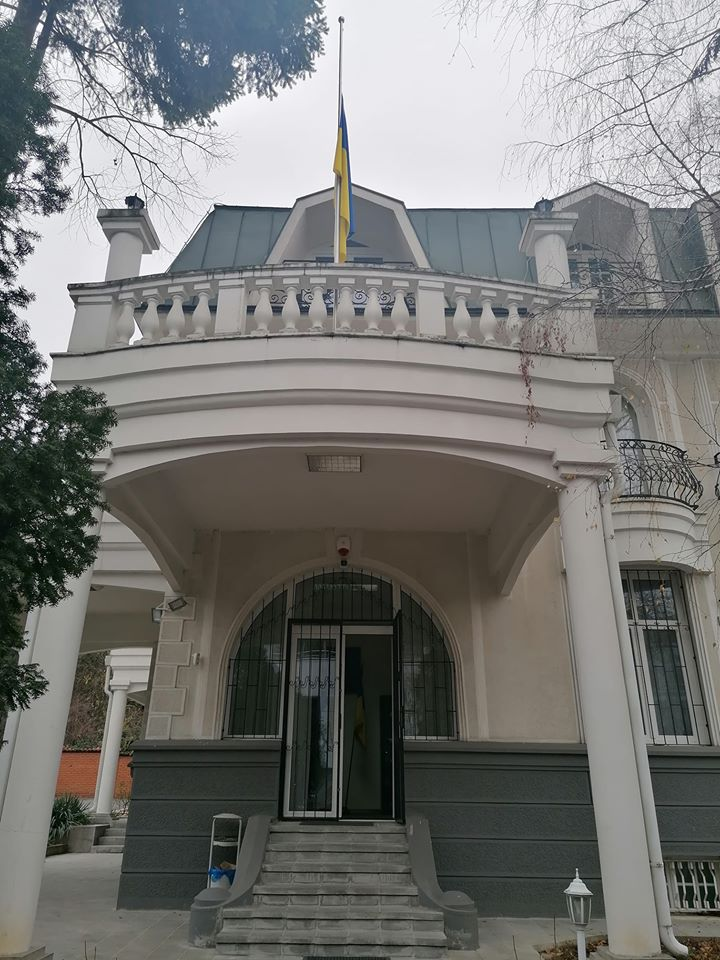
A embaixada em Belgrado

A Embaixada da Ucrânia na Sérvia é uma missão diplomática da Ucrânia na Sérvia, localizada na capital Belgrado.

## História das relações diplomáticas
As relações diplomáticas ao nível das embaixadas entre a Ucrânia e a República Federal da Jugoslávia (RFJ) foram estabelecidas em 15 de Abril de 1994. Em 1995, foi inaugurada a primeira Embaixada da Ucrânia na República Federal da Jugoslávia. A embaixada estava localizada em Belgrado, Rua Josyp Slovenskeho. Posteriormente, a Embaixada mudou-se para novas instalações em Belgrado, Oslobodjenje Boulevard 87. Em 1 de dezembro de 2009, o Governo da Ucrânia comprou um novo edifício para a Embaixada da Ucrânia em Belgrado na Rua Paje Adamova 4.

## Acordos bilaterais
Até 2018, a Ucrânia e a Sérvia desenvolveram 73 documentos bilaterais, incluindo 4 interestaduais, 18 intergovernamentais, 23 interministeriais, 6 acordos regionais, 10 memorandos e 12 protocolos. 4 acordos assinados aguardam ratificação.

## Embaixadores

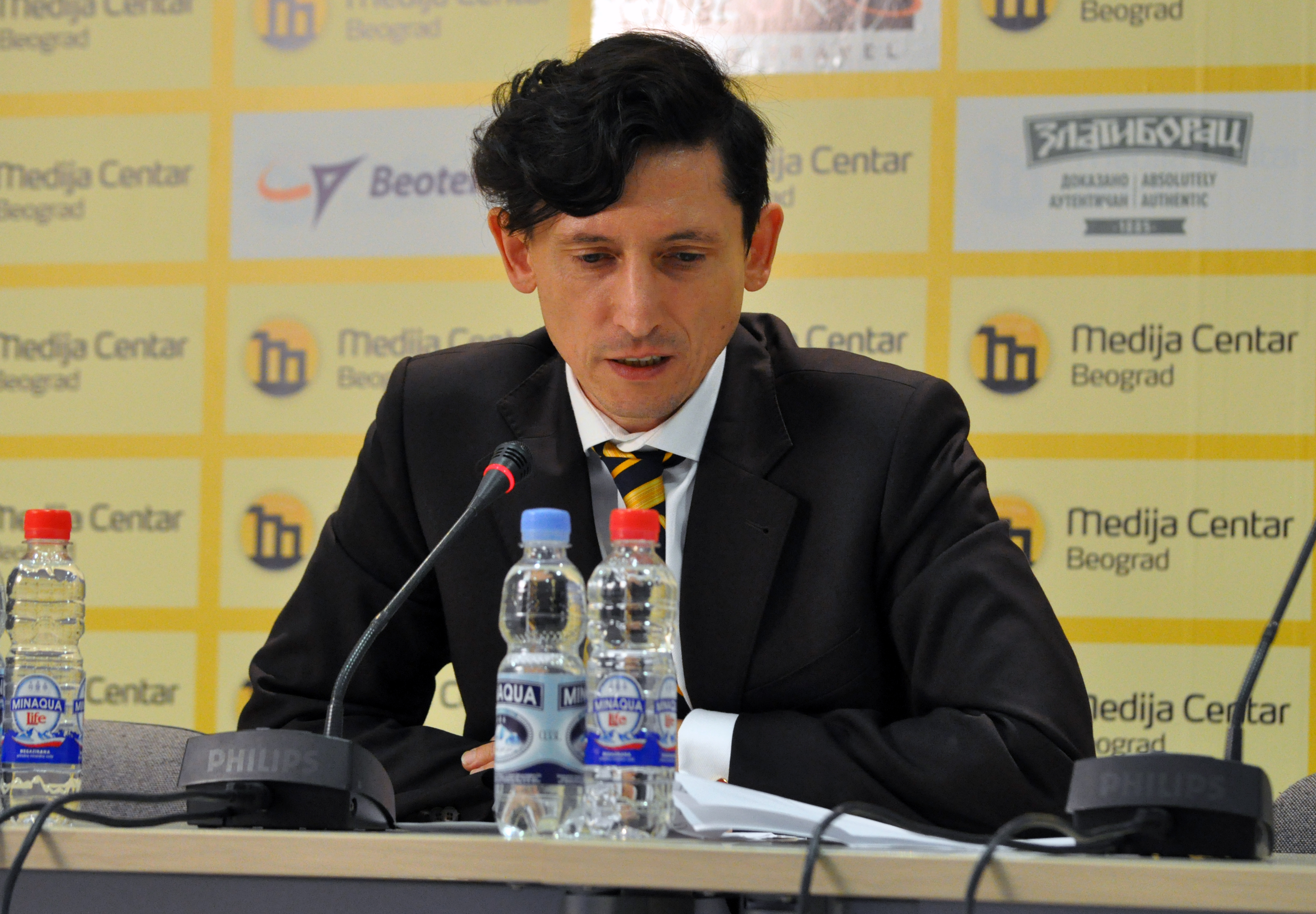
Oleksandr Aleksandrovych

Esta é uma lista dos embaixadores ucranianos na Sérvia:
- Vadym Prymachenko, 1993-1996
- Volodimir Furkalo, 1998-2001
- Anatolii Shostak, 2001-2003
- Ruslan Demchenko, 2003-2005
- Anatolii Oliynik, 2005-2009
- Victor Nedopas, 2009-2015
- Oleksandr Aleksandrovych, 2015-[2]

Em 2017, Aleksandrovych voltou à Sérvia para continuar no seu posto, apesar dos apelos sérvios para expulsá-lo. Aleksandrovych afirmou que a Rússia usa a Sérvia para prejudicar a Europa ao desestabilizar a região.
Aleksandrovich foi criticado por duvidar da neutralidade da Sérvia em relação aos problemas da Ucrânia com a Rússia, já que a Sérvia não impede os cidadãos sérvios na batalha de fronteira oriental com a Rússia.
Aleksandrovich disse que embora a Sérvia tenha aprovado uma lei em 2014 contra os seus cidadãos que lutam em guerras estrangeiras, ainda existem 300 mercenários sérvios em Donbass.